# Typhlodromus machaon
Typhlodromus machaon är en spindeldjursart som först beskrevs av Wainstein 1977.  Typhlodromus machaon ingår i släktet Typhlodromus och familjen Phytoseiidae. Inga underarter finns listade i Catalogue of Life.